# レバノン郡 (ペンシルベニア州)
レバノン郡（英: Lebanon County）は、アメリカ合衆国ペンシルベニア州の中央部東に位置する郡である。人口は14万3257人（2020年）。郡庁所在地はレバノンであり、同郡で人口最大の都市である。
レバノン郡はレバノン都市圏に属し、さらにハリスバーグ・カーライル・レバノン広域都市圏に入っている。

## 歴史
レバノン郡は1813年2月16日にドーフィン郡とランカスター郡の一部を合わせて設立され、さらに1814年と1821年には境界の微修正があった。

## 地理
アメリカ合衆国国勢調査局に拠れば、郡域全面積は363平方マイル (940.2 km2)であり、このうち陸地362平方マイル (937.6 km2)、水域は1平方マイル (2.6 km2)で水域率は0.20%である。郡内をスワタラ・クリークとその支流が流れている。郡域の大半は河川のバレーである。

### 隣接する郡
- スクーカル郡 - 北東
- バークス郡 - 東
- ランカスター郡 - 南
- ドーフィン郡 - 西、北

## 人口動態
以下は2000年国勢調査による人口統計データである。
| 基礎データ - 人口: 120,327人 - 世帯数: 46,551 世帯 - 家族数: 32,771 家族 - 人口密度: 128人/km2（332人/mi2） - 住居数: 49,320 軒 - 住居密度: 53軒/km2（136軒/mi2） 人種別人口構成 - 白人: 94.46% - アフリカン・アメリカン: 1.29% - ネイティブ・アメリカン: 0.13% - アジア人: 0.89% - 太平洋諸島系: 0.04% - その他の人種: 2.26% - 混血: 0.94% - ヒスパニック・ラテン系: 4.96% 先祖による構成 - ドイツ系：45.6% - アメリカ人：11.8% - アイルランド系：6.1% | 言語による構成 - 英語：92.5% - スペイン語：4.2% - ペンシルベニアドイツ語：1.1% 年齢別人口構成 - 18歳未満: 23.7% - 18-24歳: 8.2% - 25-44歳: 28.0% - 45-64歳: 23.7% - 65歳以上: 16.4% - 年齢の中央値: 39歳 - 性比（女性100人あたり男性の人口） - 総人口: 95.0 - 18歳以上: 91.7 世帯と家族（対世帯数） - 18歳未満の子供がいる: 30.4% - 結婚・同居している夫婦: 57.4% - 未婚・離婚・死別女性が世帯主: 9.2% - 非家族世帯: 29.6% - 単身世帯: 25.2% - 65歳以上の老人1人暮らし: 11.1% - 平均構成人数 - 世帯: 2.49人 - 家族: 2.98人 |

## 郡政府と政治
レバノン郡はアメリカ合衆国下院議員ペンシルベニア州第6および第15選挙区に属し、2013年時点ではいずれも共和党議員を選出している。ペンシルベニア州議会上院では第48選挙区に属しており、下院では第101および第102選挙区に属している。2013年時点で上院は共和党、下院も共和党2人が独占している。

### 郡政府
レバノン郡は3人の委員で構成される郡政委員が統治している。委員の任期は4年間であり、選挙は民主党、共和党各2人、合計4人の候補者から3人が選ばれる。そのた選挙で選ばれる役人としては、監査官、保安官、検視官、主席書記官、裁判所事務官、登記官、財務官、陪審員委員がある。

### 有権者登録
2008年11月時点で、郡内の登録有権者数は82,394 人だった。
- 共和党: 44,228 (53.68%)
- 民主党: 27,646 (33.55%)
- その他の政党: 10,520 (12.77%)

### 選挙の歴史
レバノン郡は州内でも共和党を最も強く支持してきた歴史がある。1936年以降のアメリカ合衆国大統領選挙で、民主党候補がレバノン郡を制したことは無い。この年は民主党のフランクリン・ルーズベルト大統領が再選を求め、大勝したときだった。1964年でも共和党のバリー・ゴールドウォーターを支持した州内4郡の1つになった。他にはスナイダー郡、ユニオン郡、ウェイン郡があるきりだった。
2006年のアメリカ合衆国上院議員選挙では共和党現職のリック・サントラムに郡投票総数の55.1%、21,756票を投じ、対する民主党ボブ・ケイシー・ジュニアは44.9%、17,737票だった。ただし、州全体ではケイシーが当選した。同年の州知事選挙でも、共和党のリン・スワンが57.5%、22,775票を獲得し、民主党のエド・レンデルは42.5%、16,813票だった。これもレンデルが当選した。
2004年アメリカ合衆国大統領選挙では、共和党のジョージ・W・ブッシュが66.6%、37,089票を獲得し、民主党のジョン・ケリーは32.5%、18,109票だった。同年のアメリカ合衆国上院議員選挙では、共和党のアーレン・スペクターが66.8%、35,336票、民主党のジョー・ホーフェルが24.9%、13,182票、立憲党のジム・クライマーが6.3%、3,320票、リバタリアン党のベッツィ・サマーズが2.0%、1,083票という結果だった。2008年アメリカ合衆国大統領選挙では、共和党のジョン・マケインが58.59%、34,314票を獲得し、民主党のバラク・オバマは39.8%、23,310票だった。

## 都市と町

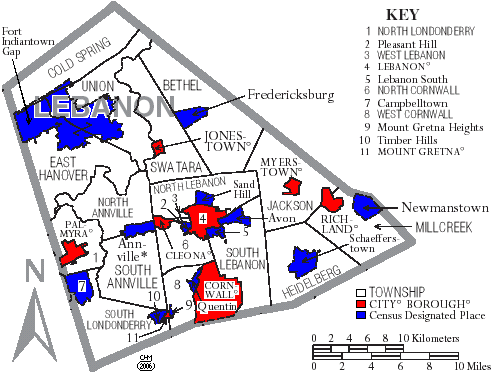
レバノン郡の自治体、ボロは赤、タウンシップは白、国勢調査指定地域は青

ペンシルベニア州法の下では4種類の自治体がある。市、ボロ、タウンシップ、町である。

### 都市
- レバノン、郡内唯一の法人化都市 - 郡庁所在地

### ボロ
| - クレオナ - コーンウォール - ジョンズタウン - マウントグレトナ | - マイアーズタウン - パルミラ - リッチランド |

### タウンシップ
| - アンビル - ベセル - コールドスプリング - イーストハノーバー - ハイデルバーグ - ジャクソン | - ミルクリーク - ノースアンビル - ノースコーンウォール - ノースレバノン - ノースロンドンデリー - サウスアンビル | - サウスレバノン - サウスロンドンデリー - スワタラ - ユニオン - ウェストコーンウォール - ウェストレバノン |

### 国勢調査指定地域
国勢調査指定地域はアメリカ合衆国国勢調査局が人口統計データを取るために設定した地域である。州法の下では実際の司法権が及ぶ範囲ではない。村などその他の未編入領域も下記に挙げる。
| - アンビル - エイボン - キャンベルタウン - フォートインディアンタウンギャップ - フレデリックスバーグ - ヘブロン - レバノンサウス | - マウントグレトナハイツ - ニューマンズタウン - プレザントヒル - クエンティン - サンドヒル - シェーファーズタウン - ティンバーヒルズ |

## 教育

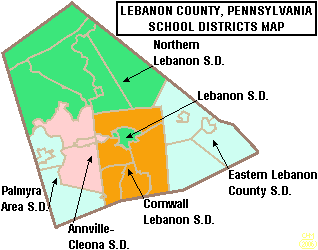
レバノン郡教育学区の区分図

### 高等教育機関
- ハリスバーグ地域コミュニティカレッジ（英語版）、レバノン校
- レバノンバレー・カレッジ（英語版）
- エヴァンゲリカル神学校（英語版）

### 公共教育学区
- アンビル・クレオナ教育学区
- コーンウォール・レバノン教育学区
- 東レバノン郡教育学区
- レバノン教育学区
- 北レバノン教育学区
- パルミラ地域教育学区